# Judo na Letniej Uniwersjadzie 2021
Judo na Letniej Uniwersjadzie 2021 – dyscyplina rozgrywana w dniach 29 lipca – 1 sierpnia 2023 w Jianyang Cultural and Sports Centre Gymnasium w Jianyang. 268 zawodników z 42 reprezentacji rywalizowało w 16 konkurencjach.

## Klasyfikacja medalowa
Gospodarz
| Lp.   | Reprezentacja    | Złoto | Srebro | Brąz | Razem |
| 1     | Japonia          | 11    | 3      | 1    | 15    |
| 2     | Korea Południowa | 2     | 4      | 4    | 10    |
| 3     | Niemcy           | 1     | 2      | 3    | 6     |
| 4     | Węgry            | 1     | 0      | 1    | 2     |
| 5     | Chiny            | 1     | 0      | 0    | 1     |
| 6     | Uzbekistan       | 0     | 2      | 1    | 3     |
| 7     | Azerbejdżan      | 0     | 1      | 3    | 4     |
| 8     | Francja          | 0     | 1      | 2    | 3     |
| 8     | Holandia         | 0     | 1      | 2    | 3     |
| 10    | Chińskie Tajpej  | 0     | 1      | 0    | 1     |
| 10    | Mołdawia         | 0     | 1      | 0    | 1     |
| 12    | Mongolia         | 0     | 0      | 4    | 4     |
| 13    | Kazachstan       | 0     | 0      | 3    | 3     |
| 14    | Brazylia         | 0     | 0      | 2    | 2     |
| 14    | Gruzja           | 0     | 0      | 2    | 2     |
| 16    | Indie            | 0     | 0      | 1    | 1     |
| 16    | Polska           | 0     | 0      | 1    | 1     |
| 16    | Szwajcaria       | 0     | 0      | 1    | 1     |
| 16    | Włochy           | 0     | 0      | 1    | 1     |
| Razem | Razem            | 16    | 16     | 32   | 64    |

## Medaliści

### Mężczyźni
| Konkurencja | Złoto | Srebro | Brąz |
| −60kg       | Taiki Nakamura | Yang Yung-wei | Jeon Seung-beom Kamoliddin Bakhtiyorov |
| −66kg       | Shinsei Hattori | Radu Izvoreanu | Yashar Najafov Sunggat Zhubatkan |
| −73kg       | Tatsuki Ishihara | Rashid Mammadaliyev | Odgereliin Uranbayar Askar Narkulov |
| −81kg       | Yoshito Hojo | Nurbek Murtozoev | Zaur Dvalashvili Arnaud Aregba |
| −90kg       | Roland Gőz | Han Ju-yeop | Kazuki Nakanishi Mark van Dijk |
| −100kg      | Falk Petersilka | Kaito Green | Bekarys Saduakas Batkhuyagiin Gonchigsüren |
| Ponad 100kg | Kim Min-jong | Yuta Nakamura | Kacper Szczurowski Irakli Demetrashvili |
| Drużynowo   | Japonia · Taiki Nakamura · Shinsei Hattori · Tatsuki Ishihara · Yoshito Hojo · Kazuki Nakanishi · Kalanikaito Green · Yuta Nakamura | Uzbekistan · Kamoliddin Bakhtiyorov · Mukhammadkodir Mansurov · Nurbek Murtozoev · Abdurakhim Nutfulloev · Islombek Ravshankulov · Javokhirbek Saparov · Mukhammadali Tangriev | Azerbejdżan · Elcan Hacıyev · Magerram Imamverdiev · Kanan Ismayilov · Rashid Mammadaliyev · Ruslan Nasirli · Toghrul Salmanov · Korea Południowa · An Jae-hong · Han Ju-yeop · Jeon Seung-beom · Kim Min-jong · Kim Se-heon · Lee Eun-kyul · Lee Joon-hwan |

### Kobiety
| Konkurencja | Złoto                                                                                                 | Srebro                                                                              | Brąz |
| −48kg       | Hikari Yoshioka                                                                                       | Amber Gersjes                                                                       | Oh Yeon-ju Leyla Aliyeva |
| −52kg       | Hibiki Shiraishi                                                                                      | Jang Se-yun                                                                         | Annika Würfel Róza Gyertyás |
| −57kg       | Huh Mi-mi                                                                                             | Akari Omori                                                                         | Martha Fawaz Yamini Mourya |
| −63kg       | Kirari Yamaguchi                                                                                      | Agathe Devitry                                                                      | Nadiah Krachten Agatha Schmidt |
| −70kg       | Mayu Honda                                                                                            | Samira Bock                                                                         | Gioia Vetterli Irene Pedrotti |
| −78kg       | Mizuki Sugimura                                                                                       | Lee Yun-seon                                                                        | Batbayaryn Erdenet-Od Raffaela Igl |
| Ponad 78kg  | Jia Chundi                                                                                            | Park Saet-byeol                                                                     | Agatha Silva Dambadarjaagiin Nominzul |
| Drużynowo   | Japonia · Hibiki Shiraishi · Akari Omori · Kirari Yamaguchi · Mayu Honda · Mizuki Sugimura · Mao Arai | Niemcy · Annika Würfel · Laila Gobel · Agatha Schmidt · Samira Bock · Raffaella Igl | Brazylia · Luana da Costa · Tainna Mota · Thayna Lemos · Maria Guilherme · Shirley Do Nascimento · Agatha Silva · Millena da Silva · Korea Południowa · Han Hee-ju · Huh Mi-mi · Jang Se-yun · Lee Yun-seon · Oh Yeon-ju · Park Saet-byeol · Shin Chae-won |